# Til Kingdom Come
Til Kingdom Come is een lied van de Britse band Coldplay. Het lied is afkomstig van het derde studioalbum X&Y, waar het een zogenaamd verborgen lied op is. Til Kingdom Come werd gespeeld tijdens de eerste aflevering van het vijfde seizoen van de Amerikaanse televisieserie The Shield, tijdens een aflevering van het eerste seizoen van Jericho en in de superheldenfilm The Amazing Spider-Man. Het lied werd geschreven voor Johnny Cash maar hij overleed voordat hij het kon opnemen.